# Omicidio di Renato Briano

Il corpo di Briano nel vagone della metropolitana

L'omicidio di Renato Briano fu commesso a Milano il 12 novembre 1980 da due terroristi appartenenti a un commando della colonna milanese Walter Alasia delle Brigate Rosse; la vittima era un dirigente industriale, direttore del personale della Ercole Marelli di Sesto San Giovanni e venne ucciso mentre si recava al lavoro. Renato Briano, figlio del dipendente delle Ferrovie dello Stato e poi editore Italo Briano, nacque a Savona il 28 febbraio 1933 e morì lasciando la moglie e tre figli. È sepolto insieme ai genitori nel cimitero monumentale di Milano. Il sindaco di Sesto San Giovanni ha dato parere positivo che a suo nome sia intitolata una via cittadina.

## Storia
Fra la fine del 1979 e l'inizio del 1980 l'organizzazione terroristica delle Brigate rosse aveva subito duri colpi per arresti di suoi componenti, in parte dovuti alla collaborazione di terroristi pentiti, e dissidi interni che provocarono scissioni fra i gruppi. La "colonna milanese Walter Alasia" si era resa indipendente e tendeva a proseguire la sua campagna di lotta violenta con omicidi mirati, spesso aventi come obiettivo dirigenti di società in cui era forte la lotta operaia. Nell'ottobre del 1980 la marcia dei 40000 a Torino aveva segnato una sconfitta per le tre maggiori confederazioni sindacali, generando sentimenti di frustrazione e rivalsa in alcune delle frange estremiste legate alle lotte operaie. L'Ercole Marelli, una storica e importante fabbrica della cintura industriale milanese, si trovava vicino alla sua chiusura e messa in liquidazione, quindi con una situazione di rapporti interni estremamente tesi e con il responsabile del personale impegnato personalmente nelle discussioni sindacali. Nella fabbrica era stato appena raggiunto un accordo fra direzione aziendale e sindacato, accordo contestato dalle posizioni più estremiste.
Briano, direttore del personale della Ercole Marelli, venne pedinato nella metropolitana milanese e, mentre si trovava dentro una carrozza della linea uno, diretto verso la stazione Sesto Marelli, venne raggiunto alle ore 8,20 da due colpi di pistola calibro 7.65 sparatigli a bruciapelo alla testa; morì sul colpo tra i passeggeri del convoglio. Gli assassini, dopo aver dichiarato di appartenere alle Brigate Rosse, e tenuti a bada i passeggeri con le armi, scesero alla fermata di Gorla dileguandosi facilmente.
Il delitto venne rivendicato dalle Brigate Rosse, con una telefonata alla ANSA fatta alle ore 10 nella stessa mattinata e quindi a Radio Popolare.
L'uccisione ebbe ripercussioni immediate e interrogazioni parlamentari causate anche dalla particolare sfrontatezza dell'omicidio, compiuto non seguendo le usate tecniche dell'agguato in luogo appartato o poco frequentato, bensì nel mezzo della folla di lavoratori pendolari che si recavano al lavoro; i killer, due giovani dall'apparente età di 25 anni, agirono spavaldamente a viso scoperto.
Diciotto giorni dopo, il 29 novembre la colonna brigatista ucciderà ancora, colpendo sempre un dirigente di un'altra fabbrica posta nella medesima area milanese, Manfredo Mazzanti, che era direttore tecnico alle acciaieria Falck.